# 誘敵震旦介
誘敵震旦介（学名：Sinocythere yowdyi）为粗面介科震旦介屬下的一个种。